# Abell 194
Abell 194 est un amas de galaxies situé dans la constellation équatoriale de la Baleine. Il compte environ 100 membres, dont les plus brillants font partie du groupe de NGC 545. 

## Présentation
La galaxie naine particulière rapprochée de NGC 541 (ARP 133) est particulièrement intéressante et elle a fait l'objet d'études assez détaillées. Le jet de matière venant du trou noir central de NGC 541 atteint cette galaxie et il est à l'origine d'un sursaut de formation d'étoiles. Ce type assez rare de pouponnière d'étoiles est connu sous le nom d'objet de Minkowski,, un exemple de trou noir créant la vie dans l'univers sous forme d'étoiles bébés.

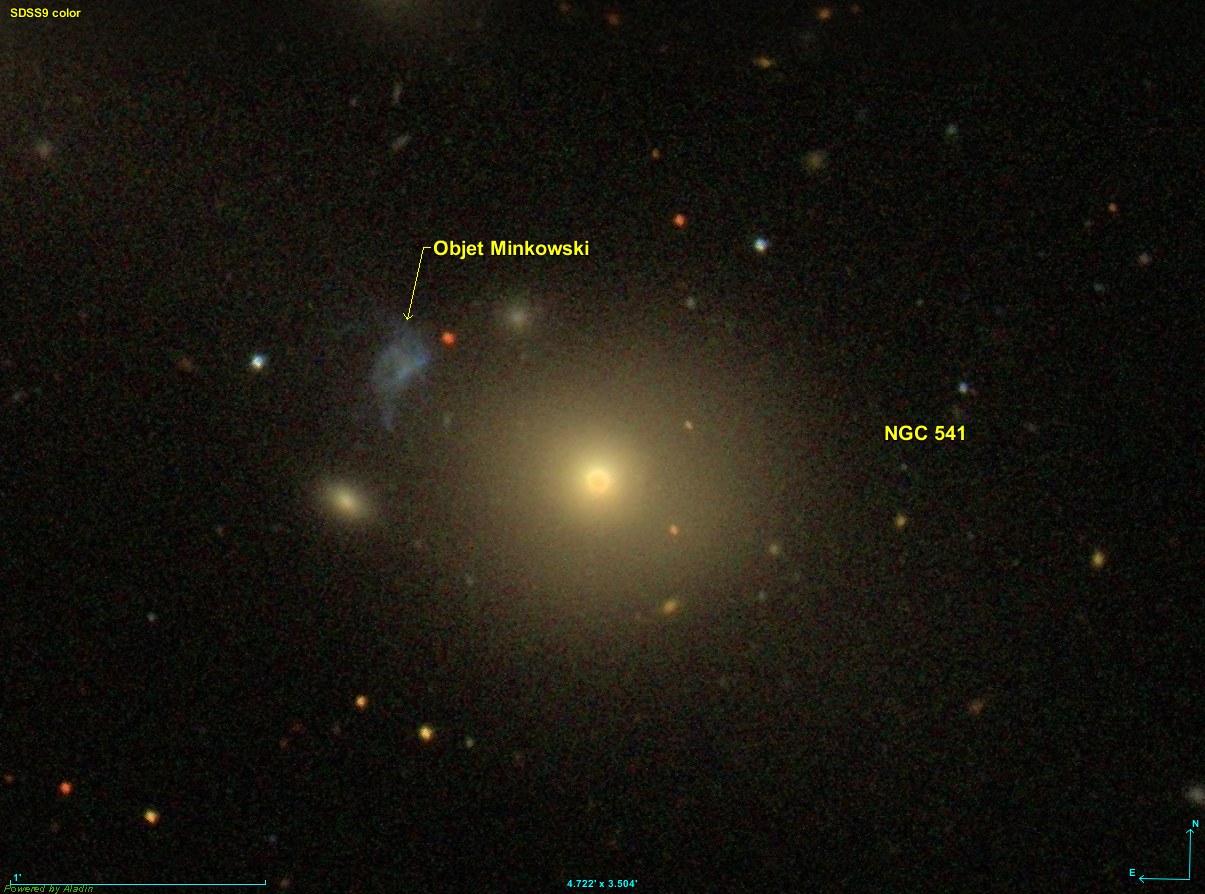
Gros plan sur la pouponière d'étoiles dite «objet Minkowski».